# Рождество Богородично (Горни Въртогош)
„Рождество Богородично“ (на сръбски: Храм Рождества Пресвете Богородице) е православна църква във вранското село Горни Въртогош, югоизточната част на Сърбия. Част е от Вранската епархия на Сръбската православна църква.

## История
Църквата е изградена с дарения от местното население и осветена в 1866 година от митрополит Паисий Скопски според надпис на плоча вдясно от входа: „ЦРКВА Г. ВРТОГОШКА ПОДИГНУТА ЈЕ 1866. ГОД. ОСВЕЋЕНА ЈЕ ОД Г. ЕПИСКОПА ПАЈСИЈА“.

## Описание
Църквата е гробищен храм, северно от Горни Въртогош. Църквата е еднокорабна с открит трем от юг. Входът е през трема от юг. Старата камбанария е от 22 юни 1907 година, дело на Антоние Ритич от Вишевце. От нея е запазен само капител с надпис, вграден в новата камбанария от 1975 година: „СОГРАДИ СЕ ЗВОНАРА ХРАМА РОЖДЕСТВА СВЕТЕ БОГОРОДИЦЕ ИЗ ЦРКВЕ СЕЛА Г. ВРТОГОША И ДОБРОВОЉНОГ ПРИЛОГА АНТОНИЈА РИТИЋА ИЗ ВИШЕВЦЕ НА 1907 ГОД 22. ЈУНА.“. На новата камбанария има надпис: „ОВА ЗВОНАРА ХРАМА СВЕТЕ БОГОРОДИЦЕ У ГОРЊЕМ ВРТОГОШУ САГРАЂЕНА ЈЕ ЛЕТА ГОСПОДЊЕГ 1975. ОСВЕЋЕНА ОД СТРАНЕ ЕПИСКОПА НИШКОГ Г. ИРИНЕЈА СРЕДСТВИМА ОВОГ ХРАМА И ПРИЛОЗИМА ВЕРНИКА СЕЛА ГОРЊЕГ ВРТОГОША И ЗАУЗИМАЊЕМ И ТРУДОМ ПАРОХА ЈЕРЕЈА СЛОБОДАНА ЂЕЛИЋА И ТУТОРА ГОРЊЕГ ВРТОГОША ЂОРЂА ТОМИЋА КАО И ПРОЈЕКТАНТА СРБОЉУБА ПОПОВИЋА ГРАЂЕВИНСКОГ ИНЖИЊЕРА ИЗ ВРАЊА.“.
Иконостасът е от развития тип и има 51 икони. В църквата работят двамата дебърски майстори Вено Костов и Зафир Василков. Името на зограф Вено от Дебър е изписано на престолната икона на Христос Вседържител заедно с годината 1867, а на дарохранителницата е изписано името на зограф Зафир и годината 1868. В храма има и 5 преносими икони, сред които смятаната за чудотворна руска четворна икона от XIX век, потир за причастие с изображение на Христос и дървено разпятие. Архиерейският трон е от 1909 година.